# Niels Heidenreich

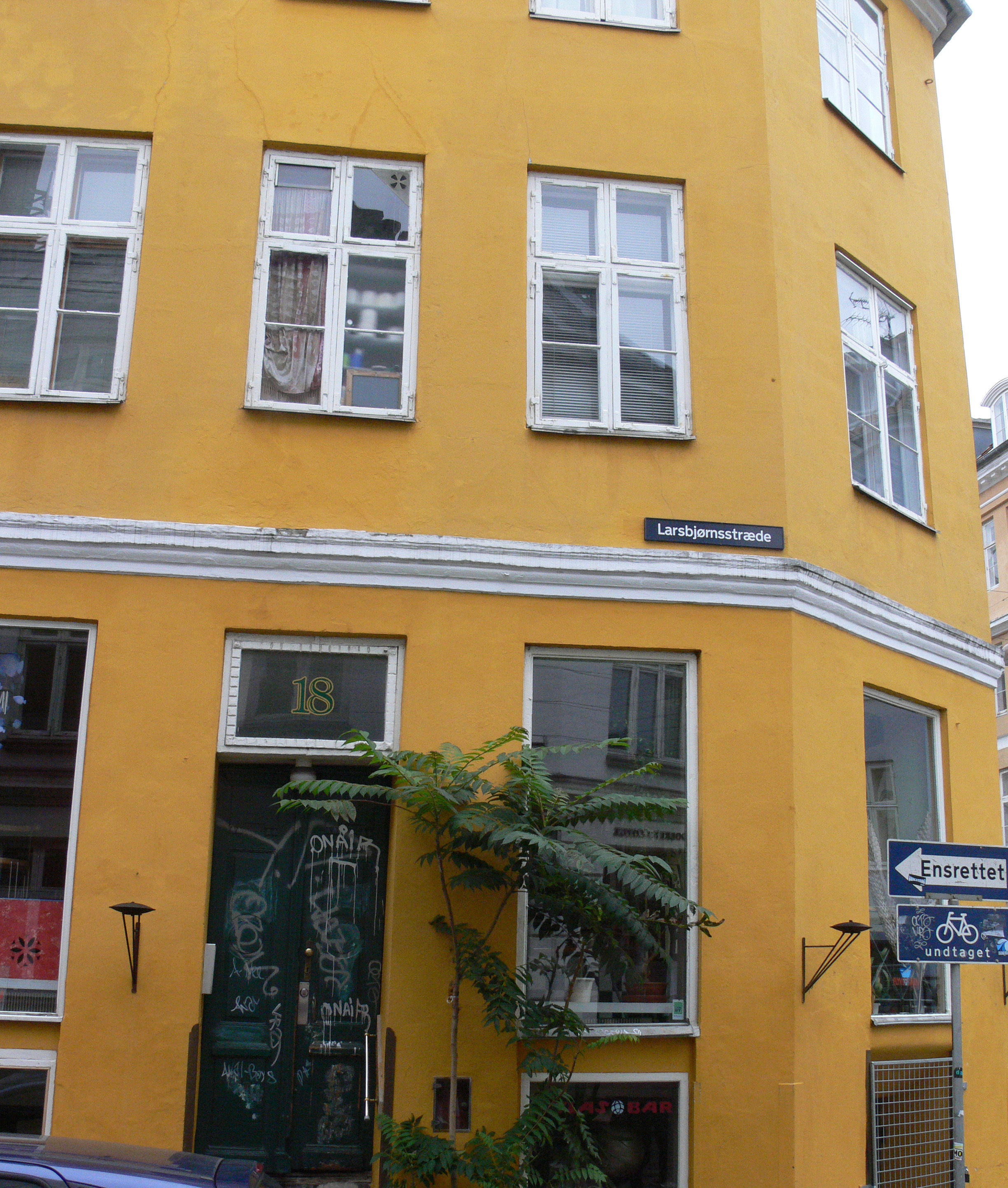
Wohnung von Niels Heidenreich im 1. Stock.

Niels Heidenreich (* 8. Juni 1761 in Foulum; † 7. August 1844 in Kopenhagen) war ein dänischer Uhrmacher und Goldschmied, der 1802 die Goldhörner von Gallehus stahl und einschmolz.

## Leben
Heidenreich wurde 1761 in Foulum  als einziger Sohn des Kirchendieners der Tjele-Kirche Otto Nathansen und Anne Birgitte Sørensdatter geboren.
1788 wurde er wegen Falschmünzerei zum Tode verurteilt, 1790 zu lebenslangem Zuchthaus begnadigt. Als Zuchthäusler arbeitete er auch für die königliche Kunstkammer in Christiansborg. 1798 wurde er entlassen. Er erhielt in Kopenhagen das Bürgerrecht als Uhrmacher- und Goldschmiedemeister und wohnte in der Larsbjørnsstræde. Heidenreich kam oft in die königliche Kunstkammer. Bei seinen Arbeiten dort fertigte er auch zwei Nachschlüssel zur Kunstkammer an.
Am 4. Mai 1802 brach er mit Hilfe der zwei Schlüssel in die königliche Kunstkammer ein und stahl die beiden Goldhörner von Gallehus. Er schmolz sie in der Küche seiner Wohnung ein und fertigte aus dem Material unter anderem falsche ostindische Goldmünzen.
Auf die Ergreifung des Diebes wurde eine Belohnung von 1000 Reichstalern ausgesetzt. Am 27. April 1803 wurde er verhaftet und gestand drei Tage später den Diebstahl. Am 10. Juni 1803 wurde er zu einer langjährigen Freiheitsstrafe verurteilt. Im Zuchthaus betrieb er wieder allerlei Handwerk und studierte Geometrie. Sehr viel Zeit verbrachte er mit dem Versuch der Quadratur des Kreises, deren Unmöglichkeit erst 1882 nachgewiesen wurde. 1840 wurde er nach Ladegården überführt, damals eine Anstalt für Zwangsarbeit für die Kommune Kopenhagen. Im Alter von 83 Jahren starb er schließlich im Allgemeinen Krankenhaus von Kopenhagen.